# Jeong Yu-mi
Jeong Yu-mi (Busan, 23 de febrero de 1984) es una actriz surcoreana conocida por protagonizar Six Flying Dragons y Rooftop Prince.

## Biografía
En febrero del 2020 se confirmó que estaba saliendo con el cantante surcoreano Kangta.

## Carrera
Actualmente es miembro de la agencia Mystic Story, con la que renovó su contrato el 20 de agosto de 2024.Previamente fue miembro de la agencia Ace Fatory.
Debutó en un comercial de goma de mascar para Lotte Xylito en 2003. Después de interpretar varios personajes menores en series y películas, se convirtió en un nombre familiar al darle vida a una delicada novia en A Thousand Days' Promise (2011) y a una intrigante secretaria en Rooftop Prince (2012).
En septiembre de 2013 se unió a la  temporada 4 de We Got Married, como pareja del cantante Jung Joon-young. Posteriormente participando en el vídeo del sencillo de Jung "The Sense of an Ending."

## Filmografía

### Series
| Año  | Título                            | Papel                            | Red       | Ref.                |
| ---- | --------------------------------- | -------------------------------- | --------- | ------------------- |
| 2004 | Terms of Endearment               | Maeng Han-ji                     | KBS2      |                     |
| 2004 | Heaven's Fate                     | Kim Hye-bin                      | MBC       |                     |
| 2007 | Five Star Hotel                   | Kim Ji-ae                        | CCTV-1    |                     |
| 2008 | King Sejong the Great (TV series) | Da-yeon                          | KBS1/KBS2 |                     |
| 2008 | Painter of the Wind               |                                  | SBS       |                     |
| 2009 | Friend, Our Legend                | Min Eun-ji                       | MBC       |                     |
| 2009 | Assorted Gems                     | Lee Kang-ji                      | MBC       |                     |
| 2010 | Dong Yi                           | Jung eum                         | MBC       |                     |
| 2011 | A Thousand Days' Promise          | Noh Hyang-gi                     | SBS       |                     |
| 2012 | Rooftop Prince                    | Hong Se-na/Hwa-yong              | SBS       |                     |
| 2013 | Wonderful Mama                    | Go Young-chae                    | SBS       |                     |
| 2013 | City Conquest                     | Lee Dan-bi                       | KBS       |                     |
| 2014 | Mother's Garden                   | Seo Yoon-joo                     | MBC       |                     |
| 2015 | More Than a Maid                  | Guk In-yeob                      | jTBC      |                     |
| 2015 | Six Flying Dragons                | Yeon-hee                         | SBS       | [ 14 ]              |
| 2016 | Master - God of Noodles           | Chae Yeo-kyung                   | KBS       |                     |
| 2016 | Legend of the Blue Sea            | Kim Hye-jin (cameo, ep. 8)       | SBS       | [ 15 ]              |
| 2017 | Bravo My Life                     | Ha Do-na                         | SBS       |                     |
| 2018 | Partners for Justice              | Eun Sol                          | MBC       | [ 16 ]              |
| 2018 | Priest                            | Dra. Ham Eun-ho                  | OCN       |                     |
| 2019 | Partners for Justice 2            | Eun Sol                          | MBC       | [ 17 ]              |
| 2023 | Can We be Strangers?              | Na Soo-yeon (aparición especial) | ENA       | [ 18 ]              |
| 2024 | La reina Woo                      | Woo-sun                          | TVING     | [ 19 ] [ 4 ] [ 20 ] |

### Cine
| Año  | Título                                  | Papel                  | Notas          |
| ---- | --------------------------------------- | ---------------------- | -------------- |
| 2002 | Are You Seeing Anyone?                  | Yu-mi                  | cortometraje   |
| 2003 | Singles                                 | Hee-jung               |                |
| 2003 | The Greatest Expectation                | entrevistada 2         |                |
| 2003 | Silmido                                 | colegiala en el bus    |                |
| 2004 | The Doll Master                         | mujer usando un kimono |                |
| 2005 | The Secret within Her Mask              | Jeong                  | cortometraje   |
| 2005 | Wet Dreams 2                            | presidenta de la clase |                |
| 2005 | Innocent Steps                          | Oh Mi-soo              |                |
| 2005 | Cello                                   |                        |                |
| 2007 | The Phantom Sonata                      |                        |                |
| 2007 | Hwang Jin Yi                            | Yi-geum                |                |
| 2007 | Someone Behind You                      | Lee Myung-hee          |                |
| 2011 | You're My Pet                           | Lee Young-eun          |                |
| 2012 | Wonderful Radio                         | Nan-sol                |                |
| 2012 | Nobleman's Path                         | Mun-wan                | película china |
| 2014 | Tunnel 3D                               | Eun-joo                |                |
| 2015 | The Choice: A Story of the Old Shanghai |                        | película china |

### Espectáculo de variedades
| Año       | Título                       | Red | Notas                          |
| --------- | ---------------------------- | --- | ------------------------------ |
| 2019      | Running Man                  | SBS | Invitada, ep. 436              |
| 2013-2014 | We Got Married - temporada 4 | MBC | elenco junto a Jung Joon-young |

### Presentadora
| Año  | Título                   | Notas                 |
| ---- | ------------------------ | --------------------- |
| 2018 | 54th Baeksang Arts Award | junto a Lee Joon-hyuk |

### Vídeos musicales
| Año   | Título de la canción       | Artista  |
| ----- | -------------------------- | -------- |
| 2006  | "Not You, But Your Sister" | EZ-Vida  |
| 2011  | "Girlfriend"               | Jay Park |
| 2013  | "The Sense of an Ending"   |          |
| "UUU" | Jung-en                    |          |

### Radio
| Año           | Título                | Red      | Notas |
| ------------- | --------------------- | -------- | ----- |
| 2016-presente | Jeong Yu-mi's FM Date | MBC FM4U |       |

## Premios y nominaciones
| Año  | Premio                         | Categoría                                                             | Nominación                | Resultado |
| ---- | ------------------------------ | --------------------------------------------------------------------- | ------------------------- | --------- |
| 2011 | 19 SBS Drama Awards            | Premio a la excelencia, Actriz en una Planificación Especial de Drama | Mil días de promesas      | Nominada  |
| 2011 | 19 SBS Drama Awards            | Premio Nueva Estrella                                                 | Mil días de promesas      | Ganadora  |
| 2012 | 20 de SBS Drama Awards         | Premio a la excelencia, Actriz en un Drama Especial                   | Rooftop Prince            | Ganadora  |
| 2013 | 13 de MBC Entertainment Awards | Premio Mejor Novato en Espectáculos de variedades                     | We Got Married            | Ganadora  |
| 2013 | 21 SBS Drama Awards            | Premio a la excelencia, Actriz en un fin de Semana/Drama Diario       | Maravillosa Mama          | Nominado  |
| 2014 | 33º de MBC Drama Awards        | Premio a la Alta Excelencia, Actriz en una Serie de Drama             | La madre del Jardín       | Nominada  |
| 2015 | 23 SBS Drama Awards            | Premio especial a la Actriz en una Serie de Drama                     | Six Flying Dragons        | Nominada  |
| 2016 | 5 de APAN Star Awards          | Premio a la excelencia, Actriz en una Serie de Drama                  | Six Flying Dragons        | Ganadora  |
| 2016 | 30 KBS Drama Awards            | Premio a la excelencia, Actriz en una mitad de la longitud de Drama   | El Maestro de la Venganza | Nominada  |
| 2017 | 17 de MBC Entertainment Awards | Premio Mejor Novato, Categoría Radio                                  | Jeong Yu-mi FM de Fecha   | Ganadora  |
| 2017 | 25 de SBS Drama Awards         | Premio a la excelencia, Actriz en un drama diario/fin de semana       | Bravo Mi Vida             | Nominada  |